# 阿諾德·貝內特
伊诺克·阿諾德·貝內特（英語：Enoch Arnold Bennett，1867年5月27日—1931年3月27日），英國作家，代表作是《老婦人的故事》，曾入選20世紀百大英文小說。